# Gastrodia mishmensis
Gastrodia mishmensis är en orkidéart som beskrevs av A.N.Rao, Harid. och S.N.Hedge. Gastrodia mishmensis ingår i släktet Gastrodia och familjen orkidéer.
Artens utbredningsområde är Arunachal Pradesh. Inga underarter finns listade i Catalogue of Life.